# 西湾村
西湾村，是中华人民共和国山西省吕梁市临县碛口镇下辖的一个村。
2003年10月8日，西湾村公布为第一批中国历史文化名村。
2012年12月17日，西湾村公布为公布为第一批中国传统村落。